# San Antonio de la Cuesta
San Antonio de la Cuesta är en ort i Honduras.   Den ligger i departementet Departamento de Comayagua, i den västra delen av landet, 70 km nordväst om huvudstaden Tegucigalpa. San Antonio de la Cuesta ligger 452 meter över havet och antalet invånare är 1 033.
Terrängen runt San Antonio de la Cuesta är huvudsakligen kuperad, men åt sydost är den bergig. Runt San Antonio de la Cuesta är det ganska tätbefolkat, med 60 invånare per kvadratkilometer. Närmaste större samhälle är La Libertad, 13,1 km norr om San Antonio de la Cuesta.  